# Jeremy McClure
Jeremy McClure (nascido em 25 de maio de 1987) é um nadador paralímpico australiano. Competiu nos Jogos Paralímpicos de Atenas, em 2004, onde terminou em sexto nos 100 metros costas. Em Pequim 2008 ficou na sétima colocação nos 100 metros costas. Foi escolhido para representar seu país nas Paralimpíadas de Londres 2012. Nos Jogos Paralímpicos do Rio de Janeiro, em 2016, McClure ficou em quinto nos 100 metros costas, da categoria S11.